# Estación de Investigación de Agricultura Tropical de Mayagüez
La Estación de Investigación de Agricultura Tropical de Mayagüez (en inglés : Tropical Agricultural Research Station, TARS) es un centro de investigaciones agrícolas en el que hay un jardín botánico, que está ubicado en la ciudad de Mayagüez, en Puerto Rico. 
Su código de reconocimiento internacional como institución botánica, así como las siglas de su herbario es MAYAG.

## Localización
Este jardín botánico se ubica en Pedro Albizu Campos Ave. Suite 201 Mayagüez 00680, estando situado entre Carr. 65 intersección a Carr. 108.
Tropical Agricultural Research Station Mayagüez Institute of Tropical Agriculture, PO Box 70, Municipio Autónomo de Mayagüez, PR 00708, Puerto Rico.
Planos y vistas satelitales18°12′4.32″N 67°8′22.1994″O / 18.2012000, -67.139499833
Las horas de oficina para concertar una visita del TARS es de 7:00am – 12:00pm / 1:00pm – 4:00pm.

## Historia
En 1901, el Congreso de los EE. UU. autorizó el establecimiento de la estación de investigación de Mayagüez para estudiar los problemas agrícolas de interés a Puerto Rico. Cien años después, la estación hace contribuciones importantes a la agricultura en una escala regional y nacional.
Según Ricardo J. Goenaga, el director del TARS, la meta principal de los científicos en la estación es el desarrollo de sistemas de producción de fruta que ayuden a los cultivadores a incrementar el mercado y el potencial de venta de sus cosechas. 
La Unidad de Investigación e Introducción de Germoplasma en St. Croix, de las Islas Vírgenes, es un sitio satélite de la estación de Mayagüez. Esta instalación también es parte del Sistema Nacional del Germoplasma de las Plantas (NPGS) del ARS. El nuevo germoplasma se cultiva aquí en aislamiento y está certificado de ser libre de patógenos dañinos antes que se distribuya para su uso doméstico.

## Colecciones
Actualmente, el "TARS" contiene una de las mejores y bien documentadas colecciones de plantas tropicales del hemisferio occidental, que consiste de más de 2,000 especies permanentemente cultivadas, tanto de frutas tropicales como de plantas ornamentales. 
Las investigaciones de TARS también se enfocan en el mejoramiento de la diversidad genética en las habichuelas secas y el sorgo. 

## Actividades
Actualmente el "TARS" tiene en desarrollo los proyectos :
- Método fácil y rápido para identificar la susceptibilidad y la resistencia del sorgo al ergotismo.
- Selección de la germoplasma de la habichuela con la tolerancia al calor y la resistencia a la enfermedad de la infección bacteriana común.
- Selección de clones del cacao que producen altos rendimientos de sus cosechas.
- Determinación del agua que necesita el guineo y la papaya para crecer en varios tipos de suelo.
- Nuevos cultivos de variedades de fruta de plátanos, papayas y otras frutas tropicales.